# Cistern

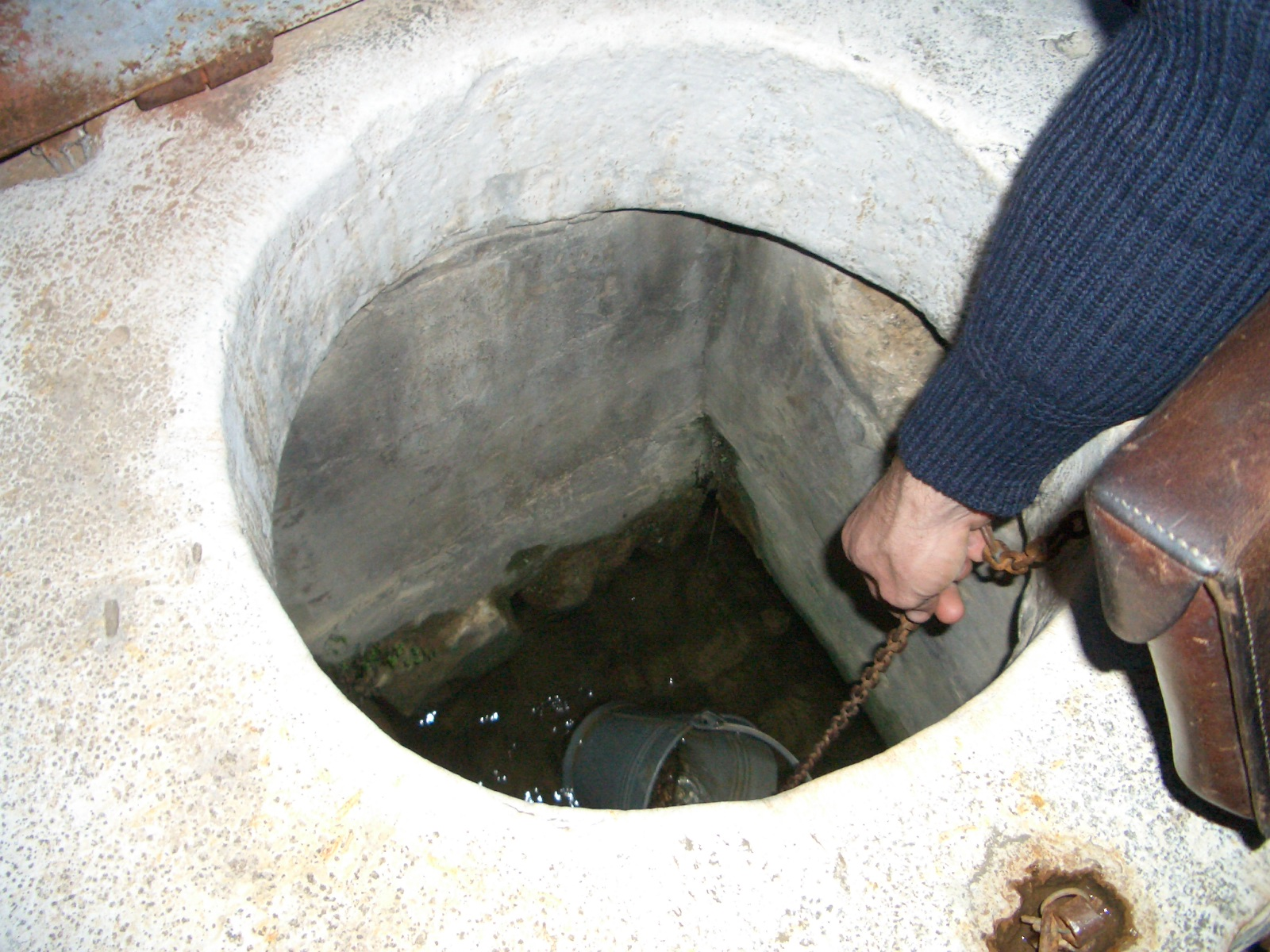
Vatten hämtas ur en cistern

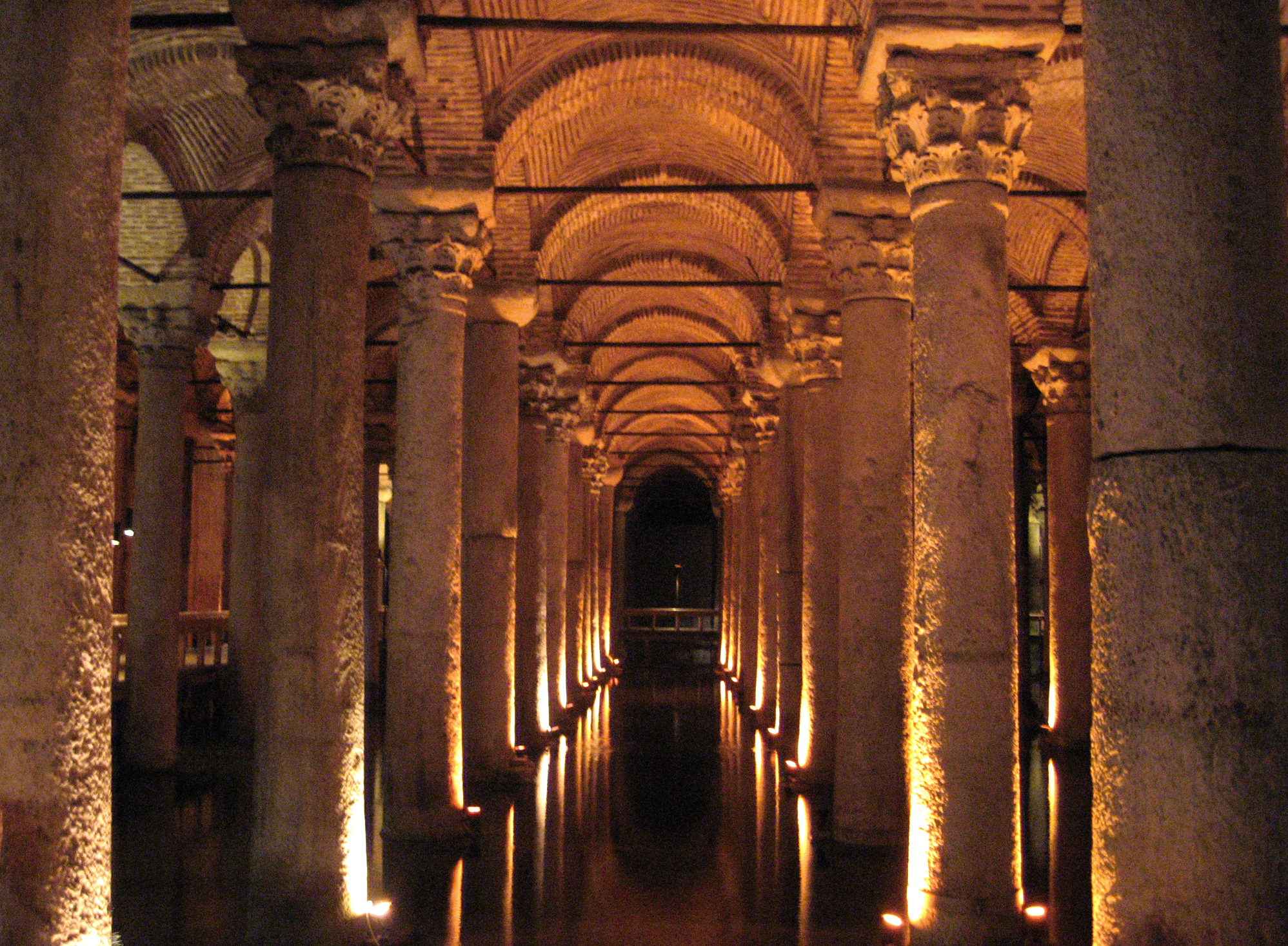
Yerebatan Sarnıcı, Istanbul, 138 m x 65 m, 80.000 m³

En cistern (latin cisterna, av cista, kista), vattenkista, brunnsbäcken, är i egentlig betydelse en behållare till uppsamlande och bevarande av regnvatten. Sådana är vanligtvis konstgjorda, murade, ibland belagda med betong eller trä, någon gång uthuggna i sten. 
På det judiska rikets tid fanns i Palestina en mängd cisterner, och ännu återstår ruiner av sådana av ganska betydlig storlek, ända till en längd av 48 meter och en bredd av 19 meter. Cisterner, utmärkta för sin storlek och skönhet, finns i Istanbul, Alexandria med flera städer.
Idag används cisterner även till förvaring av bränslen.